# Supervulkaan

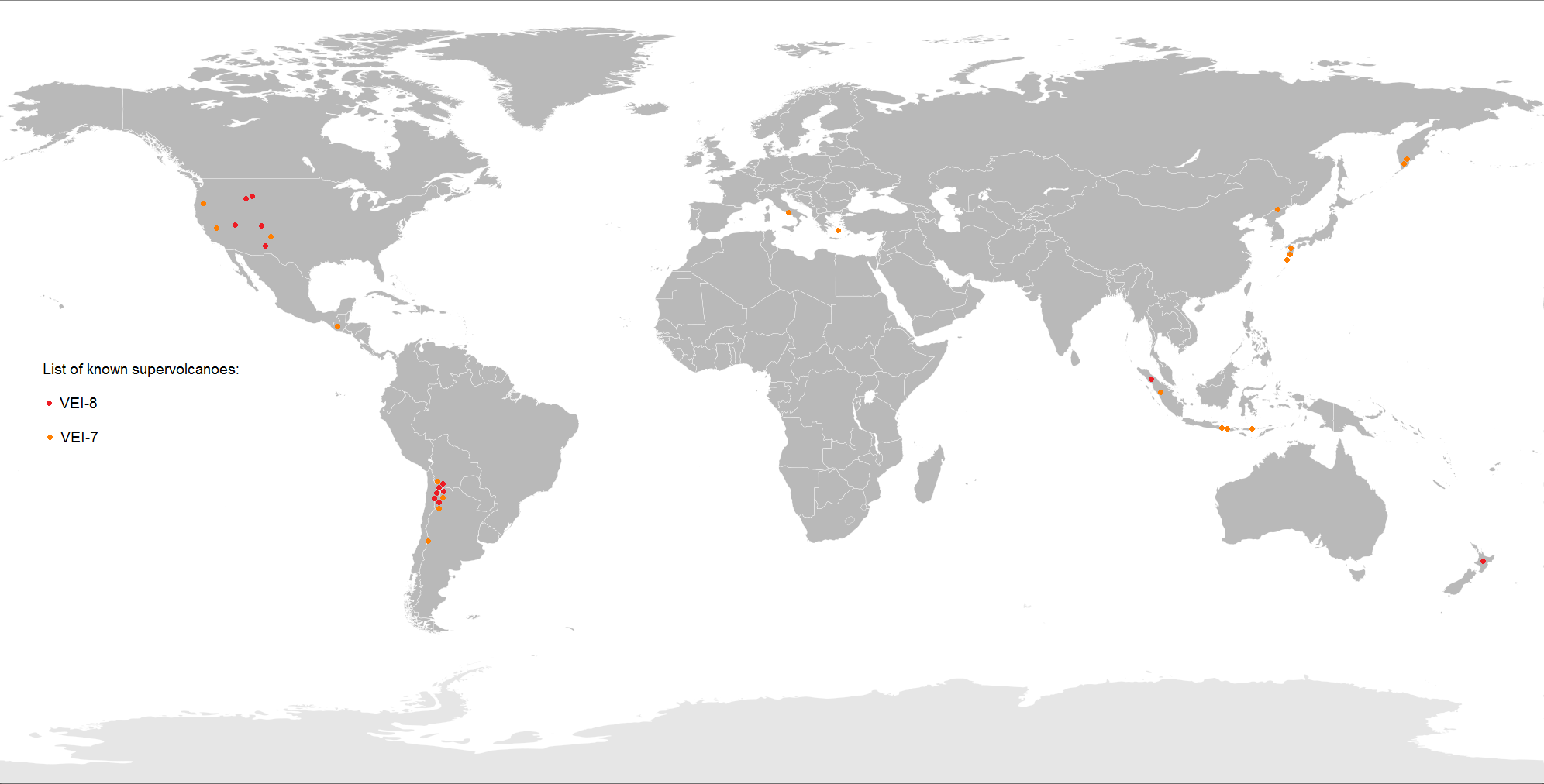
Kaart van bekende supervulkanen op Aarde:
Vulkanische-explosiviteitsindex (VEI) 8
Vulkanische-explosiviteitsindex (VEI) 7

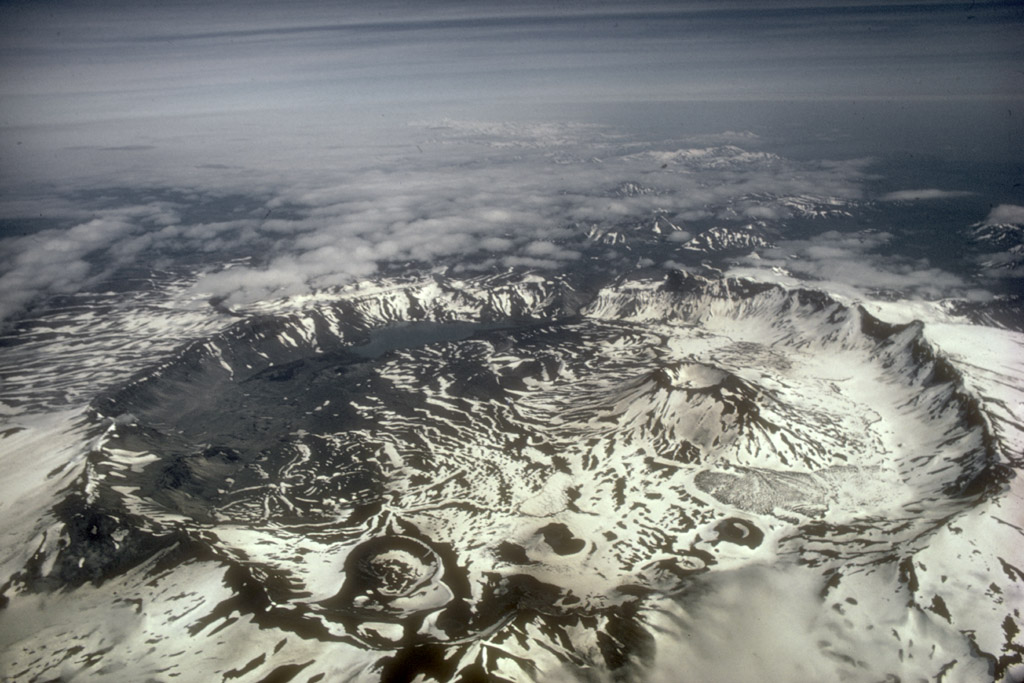
Stratovulkaan Aniakchak

De term supervulkaan wordt gebruikt voor vulkanen die in staat worden geacht supererupties voort te brengen, waarbij meer dan 1000 km³ tefra wordt uitgeworpen (VEI=8). Het zijn de zeldzaamste en tegelijk meest verwoestende vulkanische uitbarstingen. De gevolgen zijn mondiaal en catastrofaal: door het stof in de hogere luchtlagen kan de temperatuur op aarde met meerdere graden dalen. Volgens sommige onderzoekers kan een dergelijke uitbarsting zelfs een nieuwe ijstijd uitlokken.
Het woord werd voor het eerst geopperd in 2000 door de makers van het BBC-programma Horizon om onderscheid te maken met 'gewone' vulkanen. Vulkanologen hanteren verschillende definities voor de term, maar gebruiken het woord inmiddels wel in wetenschappelijke artikelen. De hoeveelheid ejecta wordt als maatstaf genomen, de tijdsduur van de eruptie kan variëren van enkele dagen tot vele jaren.
De vulkaan Toba was de op een na laatste die van zich heeft laten horen. Het Tobameer op Sumatra van 100 km lang en 30 km breed is de krater (caldera) van een uitbarsting 74.000 jaar geleden waarbij bijna 3000 km³ gesteente de lucht in werd geworpen, vergelijkbaar met een gigaton TNT. Volgens de Toba-catastrofetheorie heeft deze gebeurtenis de evolutie van het menselijk ras beslissend beïnvloed. De laatste was de Taupo op het Nieuw-Zeelandse Noordereiland met een uitstoot van 1170 km³, die in 181 na Chr. nog een uitbarsting kende van VEI=7.
Er zouden op Aarde zo'n veertig supervulkanen zijn. Op het Noord-Amerikaanse continent getuigt de Yellowstonecaldera nog van een superuitbarsting 640.000 jaar geleden. Andere supervulkanen zijn te vinden in Nieuw-Zeeland, Zuid-Amerika en de caldera Campi Flegrei bij Napels. Maar misschien is de vulkaan onder het Griekse eiland Santorini ook in staat tot superuitbarstingen. De vulkaan La Garita Caldera is met een uitbarsting van meer dan 5000 km³ magma onbetwist de grootste.
In 2005 maakte de BBC het docudrama Supervolcano.